# Georges-Pierre-Paul-Joseph Chaix

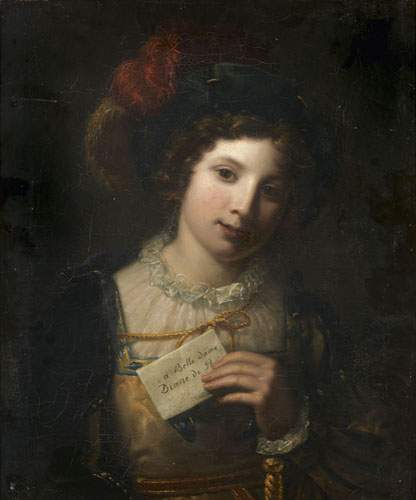
Diana di Poitiers

Georges-Pierre-Paul-Joseph Chaix (Madrid, 19 ottobre 1784 – Monnetier-Mornex, 24 luglio 1834) è stato un pittore francese naturalizzato svizzero.

## Biografia
Nacque da padre francese, Paul Chaix, console di Spagna nei Paesi Bassi, e da madre spagnola, Maria Gonzales Cadenas. Trasferitasi la famiglia a Parigi, fu allievo nel 1800 di Jacques-Louis David. Nel 1802 era a Crest, nel 1807 a Ginevra, dove sposò Jeanne-Françoise Dunant, e dal 1809 al 1814 a Marsiglia, dove affrescò il castello Borely, per ritornare definitivamente a Ginevra, prendendone la cittadinanza.
Nella città svizzera insegnò disegno, esponendo i suoi quadri in diverse città europee e ottenne una medaglia a Lilla nel 1822. Si specializzò nel genere storico e nei ritratti.

## Opere
- Licurgo presenta agli Spartani l'erede al trono, collezione privata
- Ritratto di Fanny Chaix, collezione privata
- Diana di Poitiers, 1822, collezione privata